# Karst Woudstra
Karst Woudstra (Leiden, 28 mei 1947 – Amsterdam, 29 augustus 2023) was een Nederlands regisseur, toneelschrijver en vertaler.

## Leven en werk
Woudstra was artistiek leider van het Publiekstheater tussen 1980 en 1985. Daarna werkte hij als freelance regisseur voornamelijk in België, Duitsland en Zweden. Hij schreef toneelstukken die hem faam opleverden in binnen- en buitenland. Hij vertaalde verder toneelstukken en romans uit het Noors, Zweeds en andere talen, met name van Lars Norén, maar ook van Ibsen, Strindberg, Ingmar Bergman, Stig Dagerman, Jan Myrdal, Klaus Mann en anderen. Woudstra's eigen toneelstukken werden vertaald in het Duits, Engels, Frans, Italiaans, Pools, Spaans en Zweeds.
Woudstra is als schrijver een exponent van het psychologisch realisme. Zijn personages zijn getekend door hun verleden, en door hun homoseksualiteit.
Hij overleed op 29 augustus 2023 na een lang ziekbed op 76-jarige leeftijd in Amsterdam.

## Toneel
- Hofscènes (1981)
- Blauwe appel (1984)
- Een hond begraven (1989)
- De linkerhand van Meyerhold (1990)
- Een donker uitzicht (1991)
- Total loss (1992)
- Een zwarte Pool (1992)
- Chevreau (1993)
- De stille grijzen van een winterse dag in Oostende (1993)
- Duifje Klok (1993)
- Hubert Lambert (1993)
- Kuokkala (1993)
- Toneel I (1993)
- Toneel II (1993)
- Suzy Krack (1994)
- Nach dem Mittag (1995)
- Strand (1996)
- Spiegelsplitter (1997)
- Die Trauerfalle (1998) (vert. van Stilleven)
- Nach Italien (2000)
- Rebecca Schwajger (2003)
- Meer toneel (2003). Bevat: De dood van Heracles ; De worgengel ; Spiegelsplinters ; Anterotikon ; De kerstdagen. ISBN 90-6403-625-X

## Prijzen
- Edmond Hustinxprijs (1994)
- Taalunie Toneelschrijfprijs (1994) voor "De stille grijzen van een winterse dag in Oostende"
- Albert van Dalsumprijs voor Hofscenes (1981-82) en voor Een zwarte Pool (1991-92)